# Reforma Democràtica de Catalunya
Reforma Democràtica de Catalunya (RDC) fou un partit polític català, d'ideologia centrista i reformista, creat l'any 1976 a partir del centre d'estudis Club Àgora i que agrupava diverses personalitats que apostaven per una reforma democràtica a Catalunya i Espanya. El partit va néixer a l'entorn de l'exministre Manuel Fraga i entre els seus fundadors hi trobem persones com el periodista Manuel Milián Mestre o l'empresari Josep Maria Santacreu. El partit va acabar participant en el procés de constitució d'Aliança Popular, tot dissolent-se a l'any següent (1977).

## Antecedents
A l'empara de la Llei d'Associacions Polítiques aprovades per les Corts franquistes l'any 1974, que autoritzava per primera vegada la creació d'estructures de participació política (les associacions polítiques) diferents al Movimiento Nacional, diferents sectors moderats del règim es varen organitzar sota el lideratge de Manuel Fraga Iribarne. Aquell grup de fraguistes pretenia constituir una formació política de caràcter centrista, orientada a reformar el sistema franquista cap a la democràcia.
Entre els anys 1973 i 1975, mentre Manuel Fraga era ambaixador d'Espanya a Londres, es varen anar produint múltiples trobades i contactes a l'ambaixada. Manuel Fraga estava interessat a conèixer la realitat de la societat espanyola i catalana de primera mà. Per aquest motiu, nacionalistes catalans com Jordi Pujol, militants comunistes de relleu com l'advocat Agustí de Semir o el metge Ramon Espasa, l'arquitecte Ricard Bofill o el mateix secretari general del PSUC, Antoni Gutiérrez Díaz, varen mantenir contactes amb un Fraga que pretenia crear un partit que fos, en primer lloc, l'eina per a la cohesió d'Espanya i, en segon lloc, l'instrument per a la reforma cap a la democràcia.
A més a més, per a seguir potenciant la figura pública de l'exministre, a finals de 1973, i gràcies als diners de mecenes com Josep Maria Santacreu o l'editor Joan Grijalbo, es va crear una potent tribuna des de la qual potenciar la figura de Fraga dins el panorama polític espanyol i català: els "Premios de Periodismo Manuel Fraga Iribarne".
Per a seguir aprofundint en la creació d'una organització fraguista que apostés per a la reforma democràtica a Espanya i Catalunya, a mitjan 1973 es va fundar a Barcelona el Club Àgora, un centre d'estudis situat en un entresòl de 800 metres quadrats al carrer Villarroel número 45. Va ser des d'aquell centre d'estudis barceloní que s'anaren realitzant documents i informes per a assentar les bases d'un futur partit polític.

## Naixement de Reforma Democràtica de Catalunya
Un cop mort Franco, a l'Estat espanyol el fraguisme s'articulava en dues estructures, una a Madrid entorn el Gabinete de Orientación y Documentación, S.A. (GODSA), i una a Barcelona, entorn el ja esmentat Club Àgora. D'aquesta manera, el dia 25 de febrer de 1976 es presentaria a Madrid el projecte de Reforma Democràtica (RD) a Espanya i, cinc dies després, el 2 de març, tres-centes persones es congregaren al Club Àgora de Barcelona per escoltar la Convocatòria per una Reforma Democràtica (versió catalana del Llamamiento fundacional de RD). A l'acte de Barcelona varen parlar, entre d'altres, el professor universitari Alexandre Pedrós Abelló i el periodista Manuel Milián Mestre, els quals emfatitzaren el caràcter no sucursalista de Reforma Democràtica de Catalunya i la doble filiació regionalista i centrista de la formació.
En la roda de premsa posterior es va fer pública la composició de la Junta Gestora de Reforma Democràtica de Catalunya, la qual estaria formada per Manuel Milián, Alexandre Pedrós, Pedro Penalva, Luís Cierco, Jaume Torras, Celedoni Sala, Ramon Pellicer i Francesc Rubiralta. A més a més, existia també un Consell Assessor format per: Josep Maria Santacreu, Francesc Guillamón Vidal (empresari i exaviador republicà), Joan Josep Folchi, Alfons Canals i Diego Roldán.
Al desembre d'aquell mateix any (1976) es va celebrar el I Congrés Nacional de la Reforma Democràtica (RD) espanyola, que va escollir com a president a Manuel Fraga Iribarne i com a secretari general a Carlos Argos García.

## Crisi a RDC per la creació d'Aliança Popular
A l'inici del curs polític 1976-1977, Manuel Fraga Iribarne havia sofert un greu deteriorament de la seva imatge pública degut al seu paper com a Ministre de Governació en el govern d'Arias Navarro, el seu nom havia quedat lligat a la repressió per casos com la massacre del 3 de març de Vitòria o pels Fets de Montejurra. A més a més, l'exministre estava cada cop més convençut que el vot del franquisme sociològic seria majoritari a les eleccions. D'aquesta manera, per a poder capitalitzar aquell vot, va començar a teixir les relacions amb altres partits conservadors d'exministres del Franquisme.
A Catalunya, diversos membres de Reforma Democràtica de Catalunya no veien amb bons ulls l'acostament de Fraga als sectors moderats i tecnòcrates del Franquisme com Laureà López Rodó o Federico Silva Muñoz, uns apropaments que acabarien culminant en la creació d'Aliança Popular (AP).
Tot i les crítiques de destacats membres de RDC, la visió de Fraga es va imposar i seguiren els contactes per a crear Aliança Popular. Durant el febrer de 1977 va ser elegit president de Reforma Democràtica de Catalunya l'industrial català, i alcalde de Pineda de Mar, Josep Aragonès i Montsant, amb aquell fet RDC es constituïa oficialment com a partit i se separava del Club Àgora (abans RDC i Club Àgora sempre anaven lligats). Tot i així, diversos dirigents de RDC varen decidir abandonar el projecte en veure que cada cop s'apartava més d'aquella primerenca idea reformista, centrista i regionalista.
Finalment, durant els dies 5, 6 i 7 de març de 1977 es va celebrar el Congrés constituent d'Aliança Popular, fruit de la convergència i fusió de Reforma Democràtica de Catalunya amb altres iniciatives polítiques com l'Acció Regional de Laureà López Rodó. En aquell Congrés es varen dissoldre la majoria d'associacions polítiques participants, inclosa Reforma Democràtica de Catalunya, en la federació de partits d'Aliança Popular.
Tanmateix, les desavinences polítiques de la gent de RDC amb la gent d'altres partits integrats a Aliança Popular seguiren produint-se. Així doncs, el dia 5 d'abril de 1977, Josep Aragonès, en qualitat de president de Reforma Democràtica de Catalunya, enviava una carta a Laureà López Rodó en la qual li exposava el malestar que provocaven les polítiques que s'estaven portant a terme. A més a més, a la carta s'anunciava el següent: Ante la situación ya irremediable y que consideramos en nada ponderada y desajustada a lo conveniente de cara a un buen resultado electoral, la Junta Directiva de R.D. de C. ha tomado el acuerdo unánime de retirar, irrevocablemente, de la lista electoral a sus candidatos D. Francisco Guillamón Vidal y al suplente D. Enrique de Sauzea Coll.
En poc temps, els membres de Reforma Democràtica de Catalunya veieren que Aliança Popular a Catalunya estava monopolitzada per la gent de López Rodó i la seva Acció Regional. Davant una situació que no era gens còmode per a ells, uns optaren per retirar-se de la vida política, altres seguiren sota les sigles d'Aliança Popular i altres, com el mateix president de Reforma Democràtica de Catalunya, Josep Aragonès i Montsant, decidiren presentar-se a les eleccions dels seus municipis amb unes sigles diferents a les d'AP, en molts casos amb partits independents.

## Personalitats relacionades amb RDC
- Manuel Fraga Iribarne, exministre d'Informació i Turisme, fundador i dirigent d'Aliança Popular (secretari general i president) i del Partit Popular (expresident), ponent de la Constitució espanyola de 1978, expresident de la Xunta de Galícia i senador.
- Manuel Milián Mestre, polític i periodista valencià, fundador del Club Àgora, Reforma Democràtica de Catalunya i Solidaritat Catalana. A més a més, també ha estat diputat del Partit Popular.
- Joan Josep Folchi i Bonafonte, advocat i polític català d'origen aragonès, Conseller d'Economia de la Generalitat de Catalunya (1977-1978) i diputat al Parlament de Catalunya (1984-1987).
- Josep Maria Santacreu Marginet, empresari i polític català, diputat al Parlament de Catalunya (1984-1988).
- Josep Aragonès i Montsant, alcalde de Pineda de Mar entre 1963 i 1987. Empresari, industrial i hoteler català. President de Reforma Democràtica de Catalunya.